# The skulls. Societat secreta
The skulls. Societat secreta (títol original en anglès: The Skulls) és un thriller psicològic estatunidenc de l'any 2000 protagonitzat per Joshua Jackson, Paul Walker i Leslie Bibb, i dirigit per Rob Cohen. El seu argument està basat en algunes de les teories de conspiració que envolten la societat estudiantil Skull & Bones de Yale. La pel·lícula va ser molt criticada, però prou reeixida per generar dues seqüeles directes en vídeo, The Skulls II, dirigida per Joe Chappelle i protagonitzada per Robin Dunne, Ashley Lyn Cafagna i The Skulls 3, amb Clare Kramer com la primera dona membre de la societat.
Ha estat doblada al català.

## Argument
Luke McNamara (Joshua Jackson) és un estudiant amb aspiracions de convertir-se en un advocat. Els seus millors amics a la universitat són la seva interès amorós Chloe (Leslie Bibb), i Will (Hill Harper). Les amistats de Luke es trenquen quan s'uneix a una societat secreta anomenada The Skulls.
Luke es fa amic de Caleb Mandrake (Paul Walker), un altre noi que ha entrat en la societat secreta. El pare de Caleb, Litten Mandrake (Craig T. Nelson), és l'actual President de la societat secreta i un jutge del Tribunal Federal que està pressionant per a un lloc en el Tribunal Suprem, i el seu company senador Ames Leveritt (William Petersen), té interès en Luke. Will, que ha estat duent a terme recerques sobre la societat secreta, descobreix la seva habitació ritual secreta. Will es veu atrapat a la sala per Caleb i en el forcejament cau i queda inconscient. Caleb és ordenat a deixar l'habitació pel seu pare, qui ordena al rector de la Universitat Martin Lombard (Christopher McDonald) trencar el coll de Will. Els membres porten el cadàver a la cambra de Will on simulen un suïcidi en el qual s'ha penjat.
Lucas està molt preocupat per la mort del seu millor amic, sobretot perquè la família de Will és l'única família que havia tingut (a causa de la mort dels seus pares quan era petit), i pensa que Will ha estat assassinat. Al principi pensa que Caleb és el culpable, i Caleb pensa que ell mateix és culpable des que va assumir que estava mort quan va sortir de l'habitació. Amb l'ajuda d'alguns dels seus amics de la infància que han fet de la delinqüència una forma d'art, Luke obté les cintes de la seguretat dels Skulls que demostren que Lombard va cometre l'assassinat i en l'intent de convèncer a Caleb de la veritat (que va ser el seu pare qui va ser el responsable de la mort), Luke s'adona que Caleb tem al seu pare. Abans que Luke pugui mostrar la prova a la policia, el consell de Skulls, que saben que Luke ha robat les cintes, voten que no és lleial. Quan va a la policia, la cinta és commutada pel Detectiu Sparrow (Steve Harris) i Luke és tancat en un hospital de salut mental sota el control dels Skulls.

## Repartiment
- Joshua Jackson: Lucas "Luke" McNamara – el nou membre.
- Paul Walker: Caleb Mandrake – Un dels nous membres juntament amb Luke.
- Hill Harper: Will Beckford – el company de classe i d'habitació de Luke.
- Leslie Bibb: Chloe Whitfield – la companya de classe de Luke i el seu interès amorós.
- Christopher McDonald: Martin Lombard – El rector de la Universitat Yale.
- Steve Harris: Detectiu Sparrow – Un detectiu de polícia que està a càrrec de la recerca de la mort de Will.
- William Petersen: Senador Ames Levritt – el pare de Luke (insinuat), membre de la classe d'any 1972.
- Craig T. Nelson: Jutge Litten Mandrake – el pare de Caleb, membre de la classe de 1972.
- David Asman: Jason Pitcairn
- Scott Gibson: Travis Wheeler
- Nigel Bennett: Dr. Rupert Whitney – El membre de la classe de 1973. Ara: cap de protocol
- Noah Danby: Hugh Mauberson

## Localització
La pel·lícula es va rodar a la Universitat de Toronto, però és suggerit que la trama té lloc a la Universitat Yale, amb grans "Y"s en els uniformes i les parets de la pista. També, els esports d'equips són anomenats els Bulldogs i durant una escena en un bar, els remers es posen a cantar "Mory s Song", una cançó de celebració tradicional de Yale.
Molts dels edificis més notables de la Universitat de Toronto apareixen en la pel·lícula. Diverses escenes van ser rodades a l'Illa Fosca en la via marítima del San Lorenzo.

## Recepció
The Skulls va tenir en general crítiques negatives dels crítics, amb un 9 % a Rotten Tomatoes basat en 85 crítiques amb el consens dient: "The Skulls està plena de disbarats i buida d'un bon guió i una bona trama".

## Recaptació
La pel·lícula es va col·locar en el lloc 3 en la taquilla d'Amèrica del Nord, recaptant 11 milions de dòlars en el seu primer cap de setmana, darrere de La ruta cap a El Dorado i Erin Brockovich.